# Oude Athenatempel
De Oude Athenatempel was een tempel gewijd aan de godin Athena Polias op de Akropolis in Athene. Het was de belangrijkste tempel in Athene totdat zijn functie na de verwoesting door de Perzen in de 5e eeuw v.Chr. werd overgenomen door het Parthenon en het Erechtheion. Er zijn nu alleen nog resten van het podium en de decoratie van deze tempel over.

## Athena Polias
De godin Athena had van oudsher een tempel in Athene. Al door Homerus wordt melding gemaakt van haar tempel, ‘waar de jongeren van de Atheners haar met stieren en rammen gunstig stemmen’ (Ilias 2, 549-551). De Athena die op de Akropolis werd vereerd had de bijnaam Polias, ‘beschermster van de stad’. Mogelijk deelde zij haar tempel met Erechtheus. Herodotus schrijft (5, 82) bijvoorbeeld dat de Epidauriërs in de 6de eeuw v.Chr. jaarlijks offers brachten aan Athena Polias en Erechtheus. Het cultusbeeld van Athena Polias was een houten beeld (xoanon), waarvan algemeen werd aangenomen dat het uit de hemel was gevallen (aldus Pausanias, 1, 26, 6). In haar tempel bevond zich ook de schatkist van Athene.

## Ligging van de tempel
De tempel lag midden op de Akropolis, direct ten zuiden van het huidige Erechtheion. De Kariatidenhal van het Erechtheion rust op het fundament van de Oude Athenatempel. De locatie werd vastgesteld door de Duitse archeoloog Wilhelm Dörpfeld tijdens archeologisch onderzoek in de jaren ’80 van de 19e eeuw. Dörpfeld kwam ook tot de conclusie dat de Oude Athenatempeld drie bouwfasen heeft gekend. Zijn conclusies worden door de meeste geleerden gevolgd, al blijft de bouwgeschiedenis van de tempel problematisch.

## Eerste bouwfase (7e eeuw v.Chr.)
De oudste fase van de Athenatempel is het slechtst bekend. Hij dateert mogelijk uit de 7e eeuw v.Chr. en was misschien gebouwd op de resten van een megaron uit de Myceense tijd. Het was een eenvoudig rechthoekig gebouw met vermoedelijk twee kamers. De oostkant was de voorkant en daar was dus ook de naos waar het cultusbeeld stond. De tempel was in deze fase waarschijnlijk voornamelijk opgetrokken uit hout en in de zon gedroogde tichels. Twee kalkstenen zuilbases die in het podium van de latere tempel zijn gevonden, hebben waarschijnlijk tot deze tempel behoord.

## Tweede bouwfase (ca. 570 v.Chr.)

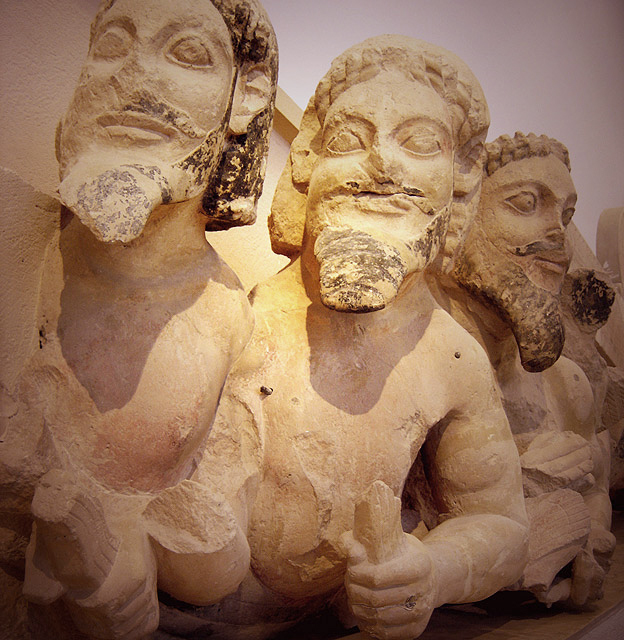
Kalkstenen frontonsculptuur uit ca. 570 v.Chr. van een man met drie hoofden met blauwe baarden, nu in het Akropolismuseum.

In het eerste derde deel van de 6e eeuw v.Chr. werd de tempel herbouwd als een Dorische tempel gemaakt van kalksteen. Aan beide kanten werden vier zuilen toegevoegd aan de tempel, die daarmee een amfiprostyle tempel werd met een afmeting van 21,5 x 43 m. Delen van de decoratie zijn verspreid over de Akropolis teruggevonden en nu te zien in het Acropolis Museum. Hiertoe behoren twee grote beeldengroepen van de frontons. De ene toont Herakles die vecht met Triton, de andere een wezen met een slangenlichaam en drie mannenhoofden met blauwe baarden (hierom wordt de tempel in het Engels ook wel ‘Bluebeard-temple’ genoemd).

## Derde bouwfase (ca. 525 v.Chr.)
In de derde fase werd rondom de bestaande tempel een rij marmeren zuilen in de verhouding 6 x 12 geplaatst waarmee de tempel een peristyle tempel oftewel peripteros werd. Deze fase is te dateren in de laatste jaren van de tirannie in Athene (530-520 v.Chr.). De oorspronkelijke tempel, die om zijn vorm door Dörpfeld ‘H-Architektur’ werd gedoopt, werd nu als naos opgenomen in de met zuilen omgeven tempel, die de Oude tempel (Oudgrieks: archaios naos) werd genoemd. Deze tempel had frontons met vrijstaande marmeren beelden. Aan de oostkant was een gigantomachie te zien, waarvan onder meer het centrale beeld van Athena en enkele verslagen giganten zijn bewaard. In het westelijke fronton was een gevecht van leeuwen met een stier te zien.

## De verwoesting door de Perzen
In 480 v.Chr. werd de Akropolis door de Perzen ingenomen en werden de heiligdommen geplunderd en in brand gestoken. Een deel van de Oude Athenatempel stond nog overeind, want Herodotus (5, 77) vertelt dat er in zijn tijd (dat wil zeggen ca. 440 v.Chr.) ‘muren die door de Perzen zwartgeblakerd waren, tegenover de westelijke zaal (Grieks: ‘megaron’) stonden’. Waarschijnlijk bleef dit voorlopig nog het onderkomen van het oude houten cultusbeeld van Athena Polias, dat kennelijk op tijd was weggehaald uit de oude tempel en de verwoesting door de Perzen zo had overleefd, en van de schatkist. Xenophon (Hellenica 1, 6, 1) vermeldt dat de oude tempel werd verbrand in 406 v.Chr. Meestal wordt gedacht dat dit een ongeluk was, maar het kan ook opzettelijk zijn gebeurd, want de schatkist stond al tientallen jaren in de opisthodomos van het Parthenon en het beeld van Athena Polias had een nieuw onderkomen in het Erechtheion, dat een jaar eerder was voltooid.